# Djebel Zaghouan

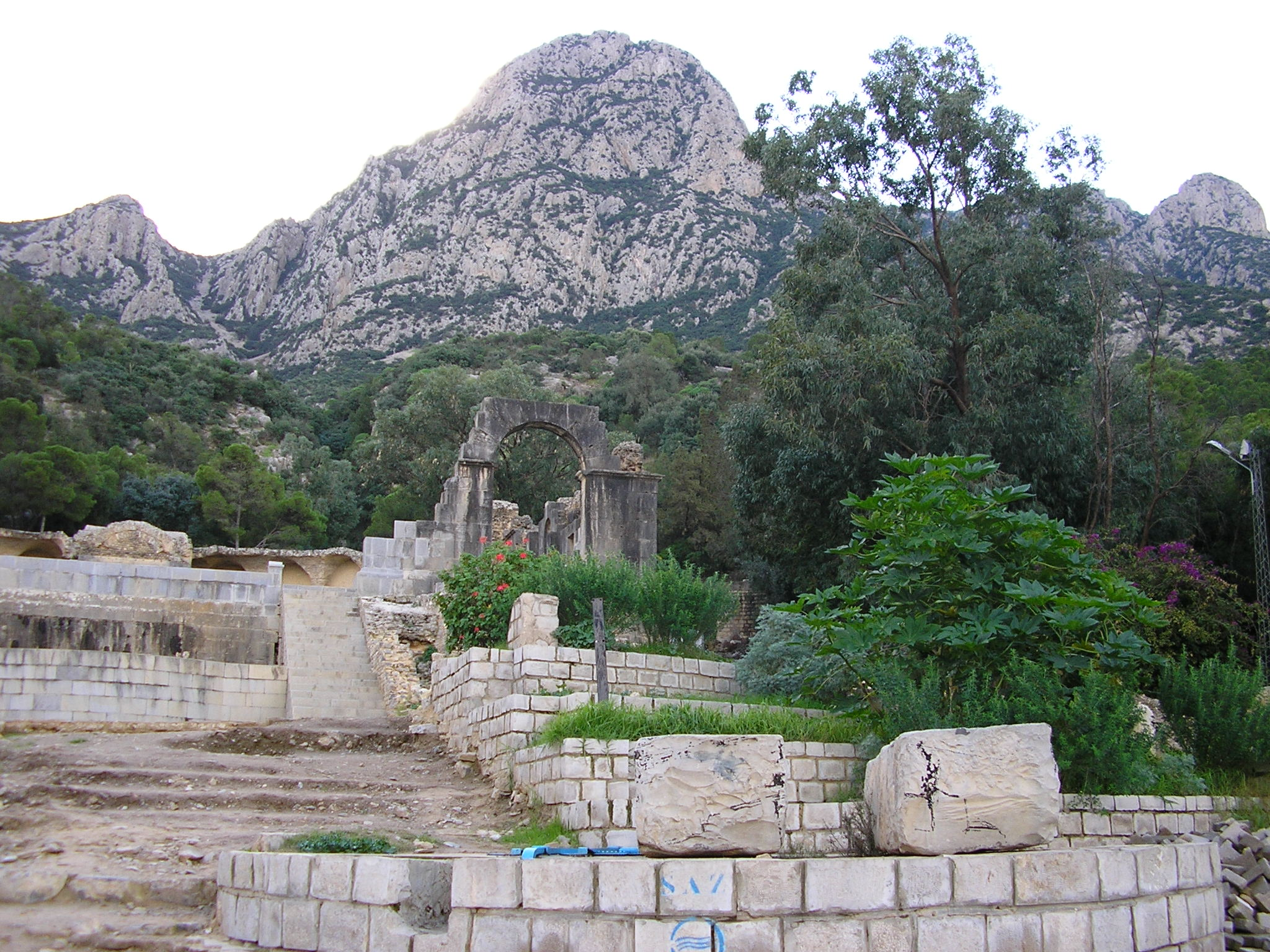
Römisches Nymphäum am Djebel Zaghouan

Der Djebel Zaghouan (arabisch جبل زغوان, DMG Ǧabal Zaġwān) ist ein maximal 1295 m hoher Bergzug südwestlich der tunesischen Kleinstadt Zaghouan. Er gehört zur Dorsale; weite Teile sind als Nationalpark ausgewiesen.

## Geschichte
Der Djebel Zaghouan mit seinen zahlreichen Quellen war bereits in römischer Zeit von Bedeutung – von hier versorgte die ca. 90 km lange Hauptleitung des Aquädukts die nach ihrer Zerstörung im Jahr 146 v. Chr. wiederaufgebaute Stadt Karthago mit frischem Trinkwasser.

## Besteigung
Eine Besteigung der teilweise schluchtenreichen und bewaldeten Kalkstein-Bergkette ist möglich, aber auch auf weniger anspruchsvollen Wanderungen lässt sich die landschaftliche Schönheit des Gebiets erkunden. Am nördlichen Berghang – etwa 2 km von der Stadt Zaghouan entfernt – befindet sich ein großes antikes Quellheiligtum (Nymphäum).

## Naturschutzgebiet
Das gesamte Gebiet des Djebel Zaghouan steht unter Naturschutz. Vorherrschende Bäume sind Aleppo-Kiefern und Thujen. In den Wäldern leben Raubvögel und Füchse, die sich von Kleinsäugern ernähren, aber auch Wildschweine und Stachelschweine wurden bereits gesichtet.